# Mahdi Sohrabi
Mahdi Sohrabi (arabisch سهرابی مهدی‎; * 12. Oktober 1981) ist ein ehemaliger iranischer Radrennfahrer.

## Sportliche Laufbahn
Sohrabi begann seine Karriere 2005 beim Radsportteam Paykan. Er wurde in seiner ersten Saison iranischer Meister im Zeitfahren und im Straßenrennen. In der Gesamtwertung der UCI Asia Tour 2005 belegte er den siebten Rang. Ein Jahr später schaffte er es wieder unter die Top Ten und wurde Achter. Bei den Asienspielen 2006 in Doha belegte Sohrabi im Straßenrennen den zweiten Platz hinter dem Sieger Wong Kam Po. Danach gewann er noch eine zweite Silbermedaille mit seinen Landsmännern in der Mannschaftsverfolgung und Bronze mit Amir Zargari im Madison. Zu Beginn des Jahres 2007 gewann Sohrabi das einwöchige Etappenrennen Jelajah Malaysia. 2008 gewann Sohrabi den Gesamtsieg beim Governor of Malacca Cup. 2009 siegte er jeweils in der Gesamtwertung bei der Milad-e-Do-Nur-Tour und bei der Tour d’Indonesia.
2010 wurde er zum zweiten Mal nach 2006 Asienmeister im Straßenrennen und gewann die Einzelwertung der UCI Asia Tour 2010, diese gewann er auch 2011. 2009 gewann er den kontinentalen Titel auch im Scratch auf der Bahn. Im Jahr 2011 holte Sohrabi sich das Jelajah Malaysia, die Kerman Tour und die Azerbaïjan Tour. 2013 siegte er auf Etappen bei der Le Tour de Filipinas, bei der Tour de Singkarak und bei der Tour of Borneo. 2014 holte er sich einen Etappensieg bei der Banyuwangi Tour de Ijen. 2015 gewann er erneut eine Etappe bei der Tour de Singkarak.

## Doping
Im Januar 2020 wurde Sohrabi, zu diesem Zeitpunkt Kapitän der iranischen Nationalmannschaft, wegen Dopings für vier Jahre gesperrt, rückwirkend ab Juli 2019. Sein Titel als iranischer Straßenmeister aus dem Jahr 2019 wurde ihm aberkannt.

## Erfolge

### Straße
2005
- Iranischer Meister – Einzelzeitfahren
- Iranischer Meister – Straßenrennen

2006
- Asienmeister – Straßenrennen
- Asienspiele – Straßenrennen

2007
- Gesamtwertung Jelajah Malaysia
- zwei Etappen Kerman Tour
- eine Etappe Tour of East Java
- drei Etappen Tour of Milad du Nour
- eine Etappe Tour de Hokkaidō

2008
- eine Etappe President Tour of Iran
- drei Etappen Azerbaïjan Tour
- Gesamtwertung und eine Etappe Governor of Malacca Cup
- eine Etappe Tour of Negri Sembilan

2009
- eine Etappe Jelajah Malaysia
- Iranischer Meister – Einzelzeitfahren
- Gesamtwertung und zwei Etappen Milad-e-Do-Nur-Tour
- eine Etappe Azerbaïjan Tour
- Gesamtwertung, eine Etappe und Mannschaftszeitfahren Tour d’Indonesia

2010
- Asienmeister – Straßenrennen
- eine Etappe und Mannschaftszeitfahren Tour de Singkarak
- Iranischer Meister – Straßenrennen
- zwei Etappen Tour of Qinghai Lake
- Gesamtwertung UCI Asia Tour

2011
- Gesamtwertung und fünf Etappen Kerman Tour
- Gesamtwertung und zwei Etappen Jelajah Malaysia
- eine Etappe Tour de Taiwan
- Gesamtwertung und Mannschaftszeitfahren Azerbaïjan Tour
- eine Etappe International Presidency Tour
- eine Etappe Tour of Qinghai Lake
- Gesamtwertung UCI Asia Tour

2013
- eine Etappe Le Tour de Filipinas
- eine Etappe Tour de Singkarak
- zwei Etappen Tour of Borneo

2014
- eine Etappe Banyuwangi Tour de Ijen

2015
- eine Etappe Tour de Singkarak

2016
- Iranischer Meister – Straßenrennen

2017
- Iranischer Meister – Straßenrennen

2018
- Asienmeisterschaft – Mannschaftszeitfahren
- Asienmeisterschaft – Straßenrennen

2019
- Iranischer Meister – Straßenrennen

### Bahn
2006
- Asienspiele – Mannschaftsverfolgung (mit Hossein Nateghi, Abbas Saeidi Tanha und Amir Zargari)
- Asienspiele – Madison (mit Amir Zargari)

2009
- Asienmeister – Scratch

2010
- Asienspiele – Punktefahren

2018
- Asienmeisterschaft – Zweier-Mannschaftsfahren (mit Mohammad Rajablou)

## Teams
- 2005 Paykan
- 2007 Tabriz Petrochemical Team (bis 17.05.)
- 2007 Islamic Azad Univercity (ab 18.05.)
- 2008 Islamic Azad Univercity (bis 31.05.)
- 2009 Petrochemical Tabriz Cycling Team
- 2010 Tabriz Petrochemical Cycling Team
- 2011 Tabriz Petrochemical Team
- 2012 Lotto Belisol Team
- 2013 Tabriz Petrochemical Team
- 2014 Tabriz Petrochemical Team
- 2015 Tabriz Petrochemical Team
- 2016 Tabriz Shahrdari Team
- 2017 Pishgaman Cycling Team (ab 7. Juli)
- 2018 Pishgaman Cycling Team (ab 7. Mai)